# Espada de Cawood

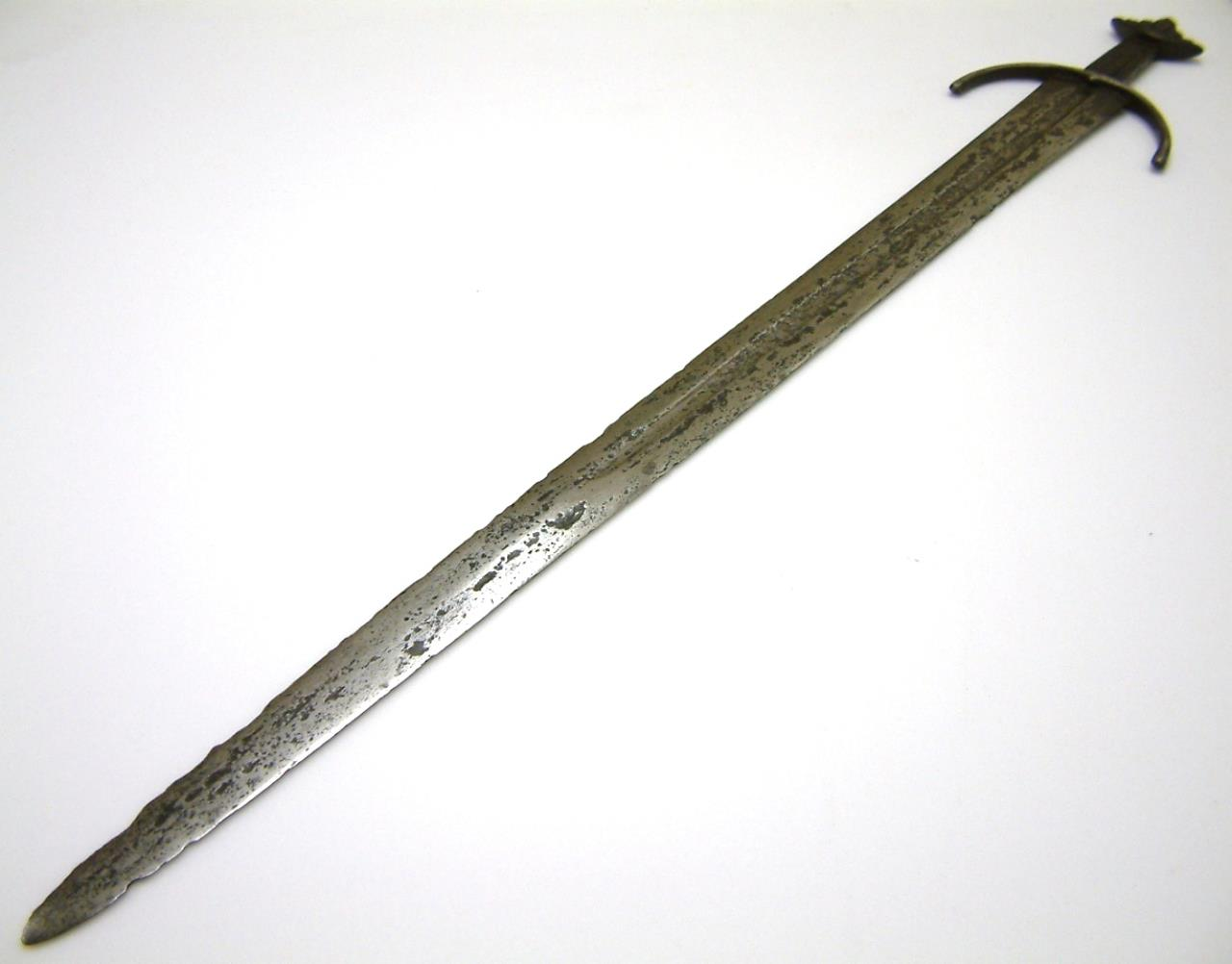
Espada de Cawood

A espada de Cawood é considerada uma das melhores espadas viquingues conhecidas.
A espada foi encontrada no Rio Ouse perto de Cawood no condado de North Yorkshire no final do século XIX. Foi exibida na Torre de Londres até o ano de 1950 quando foi vendida a mãos privadas. Ela foi adquirida pelo Museu de Yorkshire, Iorque, em dezembro de 2007, onde estava em exposição durante duas semanas de dezembro de 2007 a janeiro de 2008. Depois do trabalho de conservação agora está de volta em exibição no museu. Estima-se que a espada tenha 1 000 anos.